# Société des lettres, sciences et arts de l'Aveyron
La Société des lettres, sciences et arts de l'Aveyron est une société savante fondée en 1836 par des notables aveyronnais sur l'initiative d'Hippolyte de Barrau. Elle est reconnue d'utilité publique le 29 octobre 1857.

## Histoire

### Contexte historique
Après la Révolution française de 1789, de nombreux groupements intellectuels ou sociétés d'émulation voient le jour, en particulier la Société des antiquaires de France. À partir de la Restauration, les travaux historiques sont encouragés. En 1834, sous la monarchie de Juillet, le Comité des travaux historiques et scientifiques est créé, encouragé par le ministre Guizot. 
En Aveyron, la vie culturelle est à cette époque influencée par des personnalités et des familles de notables. Parmi eux quelques-uns se réunissent pour fonder au sein de leur département une société d'émulation.
Sur le contexte historique dans lequel s'insère la création de cette Société il est rapporté ceci : « (...), la Société [des lettres, sciences et arts de l'Aveyron] figure parmi les vingt-trois sociétés pluridisciplinaires de seconde génération fondées entre 1830 et 1849 ; douze seulement l'avaient été sous la Restauration, la grande majorité le seront après 1850. »

### La création

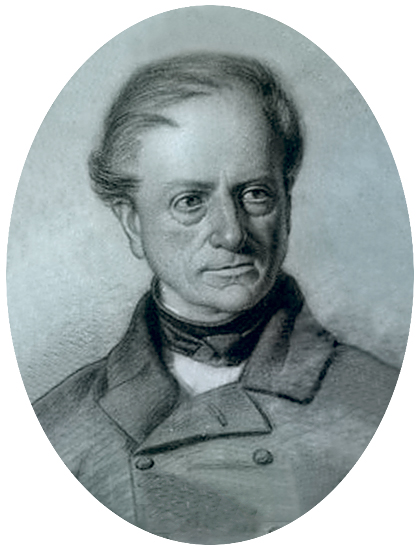
Hippolyte de Barrau, président en 1836.

Différents documents donnent des informations sur la naissance de cette société savante,,. 
Jacques Frayssenge rapporte que dans une lettre à Hippolyte de Barrau du 9 novembre 1836, Jules Duval, alors directeur du journal Le Ruthénois, « fait allusion au projet de constitution d'une société scientifique aveyronnaise « pour laquelle vous vous donnez beaucoup de soin » ». 
Le 12 novembre 1836 Hippolyte de Barrau écrit à Jules Duval : « Monsieur, je devais en effet me rendre à Rodez il y a quelques jours, à l'effet de m'entretenir avec vous d'un projet de société aveyronnaise pour les progrès des arts, des sciences et des lettres dans le pays, mais une indisposition m'a retenu. Je viendrai prochainement et vous communiquerai mes idées à ce sujet. Cette association pourra être d'une grande utilité au Ruthénois dont j'ai appris avec plaisir que vous deveniez le directeur. Votre numéro prospectus est fait pour donner de la vogue à ce journal et je ne doute pas qu'avec une telle rédaction, son succès ne soit assuré. Agréez mes affectueux hommages... ». 

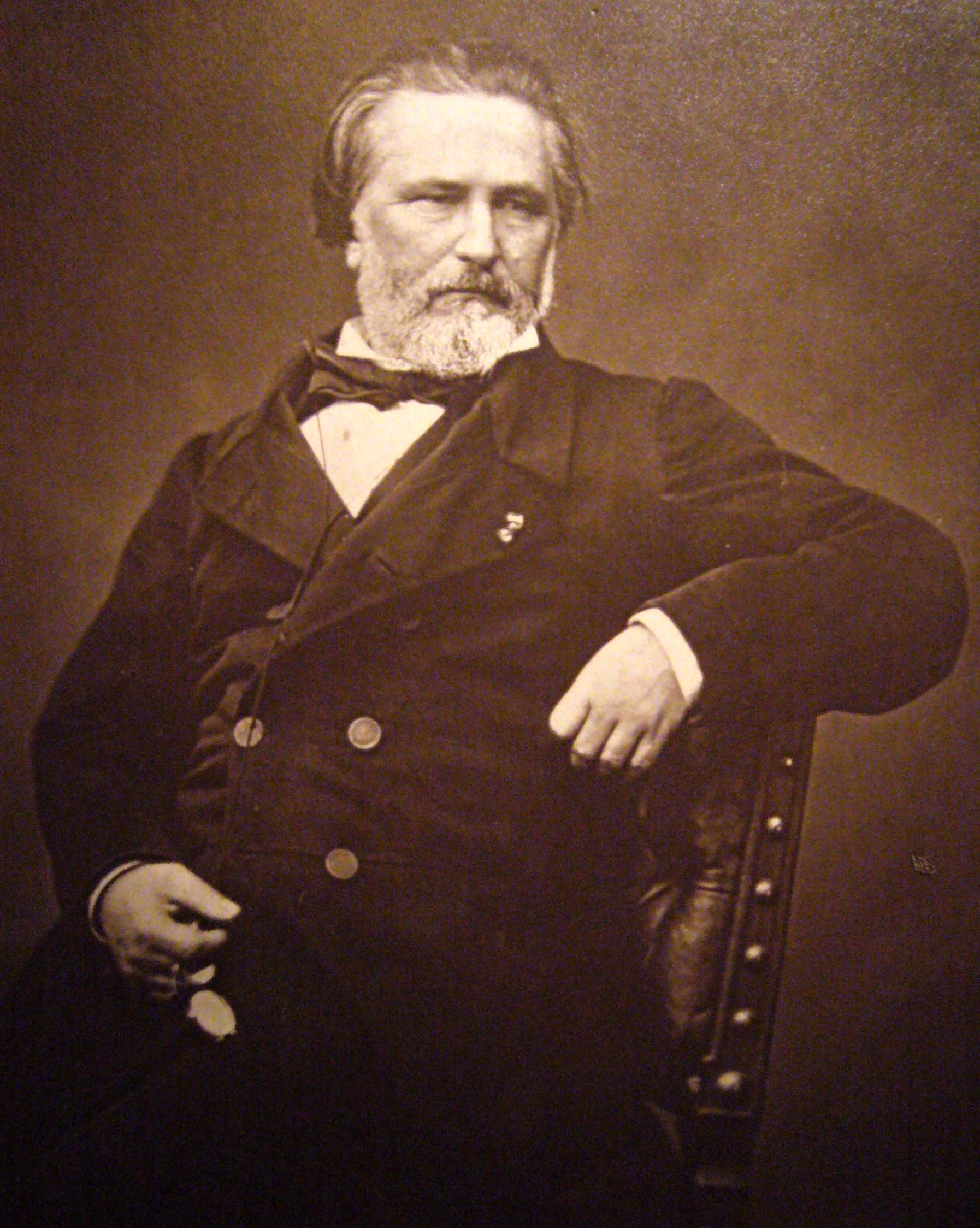
Jules Duval, secrétaire en 1836.

Le 2 décembre 1836, au domicile de Jules Duval à Rodez, se réunissent MM. Boissonnade, Bouloumié, Teissier, Bonhomme, Carcenac, Hippolyte et Adolphe de Barrau.
Le 3 décembre 1836, dans la ville de Rodez, les individus dont les noms suivent, savoir, Hippolyte de Barrau, membre du conseil général ; Jules Duval, avocat, économiste et homme de lettres ; Jules Bonhomme, banquier ; Étienne-Joseph Boissonnade, architecte du département ; Louis Bouloumié, avocat ; Adolphe de Barrau, naturaliste ; Eugène Teissier, officier de marine ; Henri Carcenac, banquier ; Théodore de Cabrières, ancien officier de marine ; Joseph-Dominique Bouloumié, maire de Rodez ; Gustave Cassanac, ingénieur ordinaire des ponts-et-chaussées ; Adolphe Boisse, ingénieur des mines ; réunis sur l'invitation d'Hippolyte de Barrau, se sont constitués en Société des lettres, sciences et arts de l'Aveyron. 

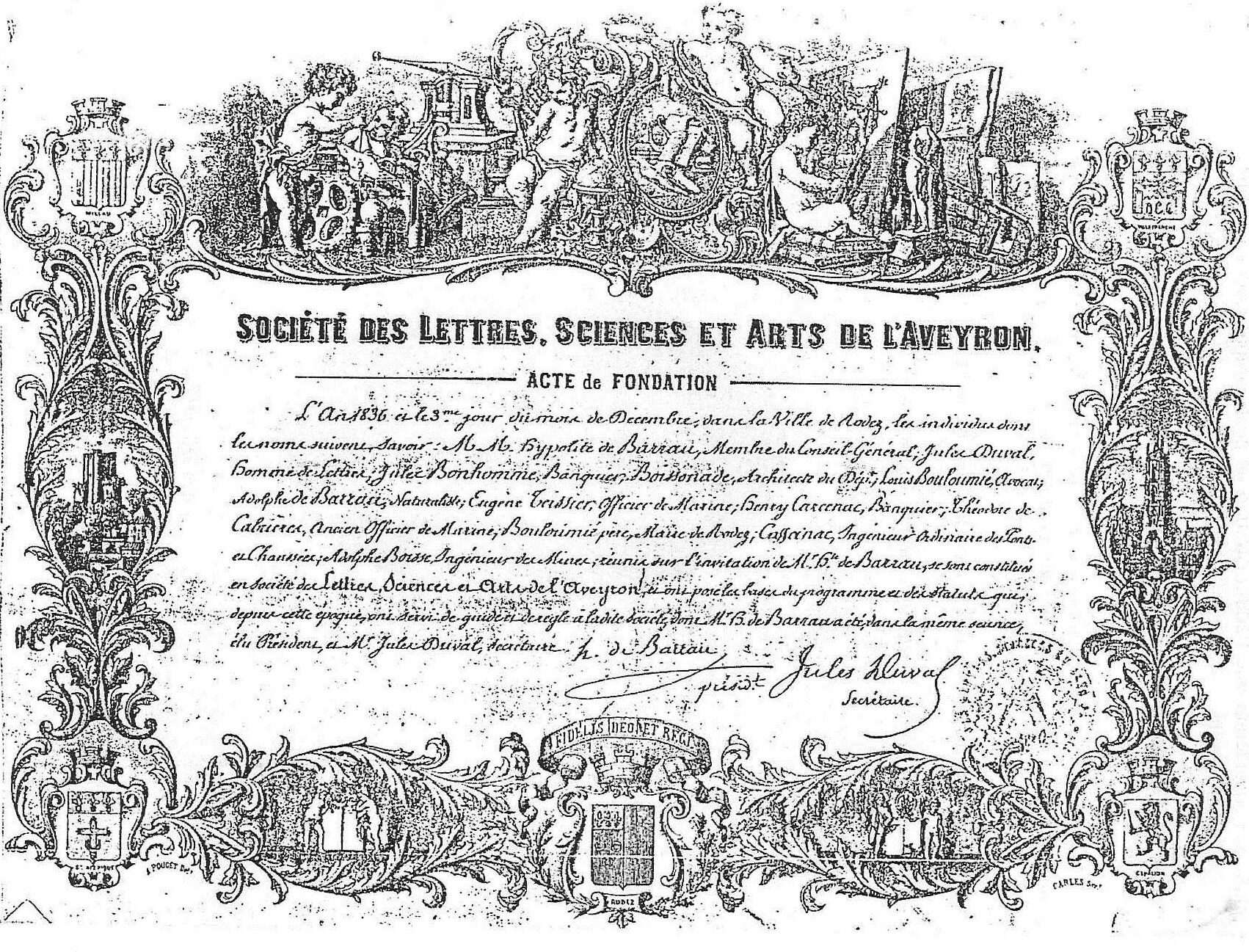
Acte de fondation de la Société des lettres, sciences et arts de l'Aveyron

L'arrêté préfectoral qui autorise cette Société est pris le 8 décembre 1836. Le Journal de l'Aveyron précise à cette occasion : « Cette Société s'interdira toute discussion sur des matières politiques et religieuses et se consacrera exclusivement aux progrès des lettres, des sciences, des arts et de l'industrie dans le département de l'Aveyron ». 
Hippolyte de Barrau est élu président et Jules Duval secrétaire du premier bureau de la Société.
En 1837, le conseiller général de Barrau, s'exprime ainsi : « J'ai mené à bonne fin une assez grande entreprise : c'est la formation d'une société littéraire, scientifique et industrielle, composé des hommes distingués de toutes les opinions, tels Monsieur de Bonald, Monsieur de Gaujal, le général Tarayre, l'évêque de Rodez, Girou de Buzareingues, Monsieur de Guizard, etc., et qui m'a élu pour président le 7 février dernier. Cette combinaison d'éléments hétérogènes est un assez joli coup de force... ».
« Les espérances du président ne furent pas trompées ; la société des lettres, sciences et arts de l'Aveyron prit rapidement de l'expansion et réunit dans son sein tout ce que le département de l'Aveyron comptait d'hommes instruits, studieux, amis de la science. »
« Il [le président] exalte « l'amour de la science et le désir du progrès » ».

### Objets d'études
La Société des lettres, sciences et arts de l'Aveyron a pour objet l'étude de l'histoire et de l'inventaire du patrimoine, aussi bien naturel que culturel, du département de l'Aveyron (anciennement Rouergue).
Dès sa création, cette Société se donne pour objectifs de faire prospérer en Rouergue le progrès des lettres, des sciences, des arts et de l'industrie : « La Société avait pour but général de faire connaître le département de l'Aveyron (...). Pour y parvenir, elle répartissait son travail entre trois sections : lettres, sciences, arts (...). Le président [Hippolyte de Barrau] terminait en ces termes : (...) Parce que par son but spéculatif, l'histoire et la science, cette Société tend à nous élever à l'instruction qui, pour les peuples comme pour les individus, est le sceau de la considération ; Parce que par son but pratique, l'industrie, elle tend à procurer au pays ce bien-être matériel, cette aisance de la vie que tout le monde recherche. »

### AuXIXesiècle
Thibault Corroyez dans un article intitulé Les prêtres érudits du diocèse de Rodez des années 1880 aux années 1960 écrit : « (...). Nul n'est besoin de faire un historique pour montrer l'importance de cette institution en Aveyron. Au début des années 1880, c'est, après une quarantaine d'années d'existence, un pôle intellectuel de premier ordre. Il suffit de jeter un œil dans les Procès-verbaux de la Société pour se rendre compte de la qualité et de la diversité des travaux qui attirent de nombreux candidats à l'admission. Au cours de ce siècle, cette renommée ne cessera de croître, eu égard aux nombreux travaux scientifiques produits. (...) ».

### AuXXIesiècle

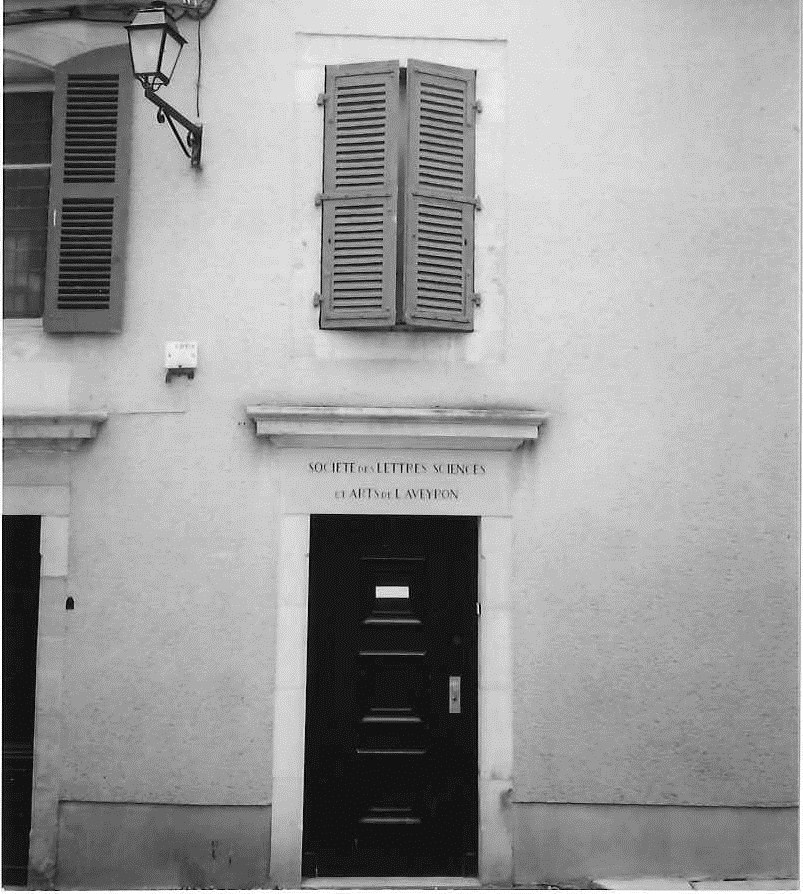
Siège de la Société des lettres, sciences et arts de l'Aveyron au 2, rue de Laumière 12000 Rodez.

Au début du XXIe siècle, la Société des lettres de l'Aveyron regroupe 500 membres.
Origine géographique des membres en 2012
- Département de l'Aveyron : 65,5 %
- France (hors Aveyron) : 33,5 %
- Monde (hors Europe) : 1 %

Travaux et activités
La Société des lettres, sciences et arts de l'Aveyron publie depuis son origine les Mémoires de la Société des lettres, sciences et arts de l'Aveyron (de 1838 à 1864) devenus par la suite Procès-verbaux des séances de la Société des lettres, sciences et arts de l'Aveyron (de 1864 à 1994) devenus depuis 1995 Études aveyronnaises (qui est le recueil annuel de ses travaux) et qui depuis l'année 2010/2011 est complété par des articles de la Revue du Rouergue. 
Elle édite des travaux de recherche sur le Rouergue et organise des colloques et des manifestations culturelles en Aveyron,.

## Organisation de la Société

### Admission des membres
Pendant longtemps le recrutement des membres était sensible aux publications des postulants. Désormais, pour être admis parmi les membres de la Société des lettres, sciences et arts de l'Aveyron, il faut être parrainé par deux membres au sein de la Société.

### Fonctionnement
La société est dirigée par un conseil d'administration qui élit un bureau. Le renouvellement des membres se fait tous les cinq ans.
Il y a quatre séances académiques par an et une assemblée générale annuelle. La Société organise chaque année une sortie culturelle pour ses membres au sein du département.
Elle travaille en collaboration avec d'autres sociétés savantes, des universités (Université Panthéon-Sorbonne, Université Toulouse-Jean-Jaurès...), le CNRS, l'École nationale des chartes, la Bibliothèque nationale de France, etc.

### Les présidents
Les présidents de 1836 à nos jours :
| Présidence      | Nom                                                  | Éléments biographiques | Élu          | Illustration |  |
| 2024 - en cours | Bruno Ginisty et Serge-Charles Bories, co-présidents | Bruno Ginisty est agrégé, enseignant. Serge-Charles Bories est professeur d’université, président de l’association « Les Amis d’Eugène Viala et du Lévézou ».                                                                              | Élus en 2024 |              |  |
| 2019 - 2024     | Jacques Frayssenge et Bruno Ginisty, co-présidents   | Jacques Frayssenge est docteur en histoire, archiviste, conservateur du patrimoine, auteur ; Bruno Ginisty est agrégé, enseignant en histoire-géographie                                                                                   | Élus en 2019 |              |  |
| 2014 - 2019     | Émily Teyssèdre-Jullian (1969)                       | Enseignante en histoire-géographie, auteure | Élue en 2014 |              |  |
| 2010 - 2014     | Daniel Marty                                         | Ingénieur | Élu en 2010  |              |  |
| 2009 - 2010     | Jacques Terral (1933-2017)                           | Pharmacien-biologiste, chevalier de l'ordre du mérite | Élu en 2009  |              |  |
| 2004 - 2009     | Roger Béteille (1938)                                | Agrégé et docteur en géographie, professeur honoraire de l'université de Poitiers, auteur d'essais, romancier | Élu en 2004  |              |  |
| 1984 - 2004     | Robert Taussat (1920-2016)                           | Haut fonctionnaire, écrivain, vernien, historien | Élu en 1984  |              |  |
| 1965 - 1984     | Pierre Carrère (1898-1984)                           | Imprimeur-éditeur, fondateur en 1947 de la Revue du Rouergue | Élu en 1965  |              |  |
| 1953 - 1965     | Bernard Combes de Patris (1884-1965)                 | Historien | Élu en 1953  |              |  |
| 1926 - 1953     | Henri Bousquet (1865-1953)                           | Industriel | Élu en 1926  |              |  |
| 1919 - 1926     | Henri Brunet (1853-1928)                             | Professeur | Élu en 1919  |              |  |
| 1892 - 1919     | Noël Maisonabe (1842-1928)                           | Avocat | Élu en 1892  |              |  |
| 1868 - 1892     | Adolphe Boisse (1810-1896)                           | Ingénieur civil, directeur des mines de Carmaux, député, sénateur royaliste | Élu en 1868  |              |  |
| 1863 - 1868     | Hippolyte de Monseignat (1805-1893)                  | Conseiller de préfecture, député | Élu en 1863  |              |  |
| 1836 - 1863     | Hippolyte de Barrau (1794-1863)                      | Saint-cyrien, garde du corps du roi Louis XVIII, officier, fondateur en 1831 de La Gazette du Rouergue, conseiller de préfecture puis secrétaire général de la préfecture de l'Aveyron, conseiller général, maire, historien, généalogiste | Élu en 1836  |              |  |

### Les membres de droit
- Le président du Conseil général de l'Aveyron
- Le président de la commission culturelle du département de l'Aveyron
- Le directeur des services d'archives de l'Aveyron
- Le bibliothécaire de la ville de Rodez, représentant les bibliothécaires des bibliothèques municipales du département de l'Aveyron

### Personnalités
Quelques personnalités :
- Jacques-François Loiseleur-Deslongchamps (1747-1843), géographe, homme politique, scientifique
- Louis de Bonald (1754-1840), membre honoraire, homme politique, philosophe
- François-René de Chateaubriand (1768-1848), nommé membre d'honneur en 1838, écrivain, homme politique
- Jean-Joseph Tarayre (1770-1855), lieutenant-général, baron de l'Empire, député
- Marc-Antoine-François de Gaujal (1772-1856), magistrat, député, historien
- Charles Girou de Buzareingues (1773-1856), agronome
- Jean-Baptiste Bory de Saint-Vincent[16] (1778-1846), membre honoraire, officier, naturaliste, président de la Commission d'exploration scientifique d'Algérie, membre de l'Institut
- Mgr Pierre Giraud (1791-1850), prélat
- Louis de Guizard (1797-1879), préfet, député
- Prosper Mérimée (1803-1870), écrivain, historien, archéologue
- Jules Duval (1813-1870), économiste, journaliste
- Henri Affre (1816-1907), archiviste, historien
- Mathieu de Costeplane (1816-1900), érudit aveyronnais du XIXe siècle
- Louis Balsan (1903-1988), archéologue
- Robert Taussat (1920-2016), écrivain, vernien
- Orest Ranum[17] (1933-), historien américain, universitaire
- Marc Censi[17] (1936-), maire de Rodez, président du Conseil régional de Midi-Pyrénées
- Roger Béteille (1938-), géographe, écrivain
- Jean Puech[17] (1942-), président du Conseil général de l'Aveyron, sénateur de l'Aveyron, ministre
- Anne-Marie Escoffier[18] (1942-), préfète, sénatrice de l'Aveyron, ministre

## Les collections
La Société des lettres, sciences et arts de l'Aveyron possède une bibliothèque de 150 000 ouvrages, une photothèque de 20 000 clichés, et plusieurs fonds d'archives,.

## Le prix Cabrol
La Société des lettres, sciences et arts de l'Aveyron récompense par le prix Cabrol les travaux et les œuvres qui honorent la culture rouergate. Ce prix est désormais remis tous les quatre ans.

## Le musée

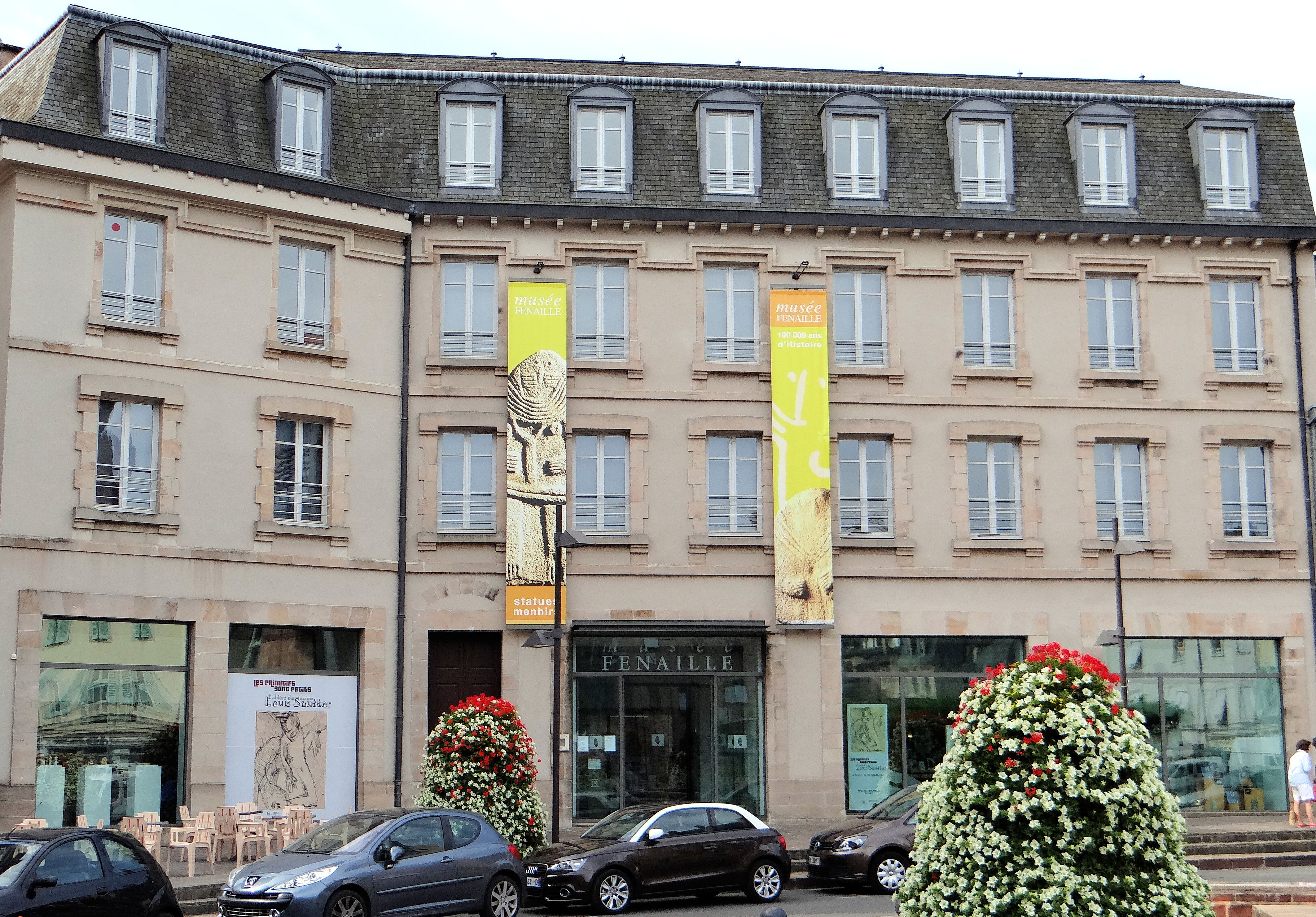
Le musée Fenaille.

Dès 1837, la création d'un musée est décidée afin d'exposer de nombreux objets et collections. Ils sont visibles de nos jours au Musée Fenaille, à Rodez.

## Les publications en ligne
- Mémoires
- Procès-verbaux
- Catalogue des publications et Répertoire des travaux par noms d'auteurs (1836-2012)
- Études aveyronnaises
- Travaux de recherche sur le Rouergue